# جامعه دارای هارمونی
جامعه دارای هارمونی (چینی: 和谐社会; پین‌یین: héxié shèhuì؛ همچنین به عنوان جامعه سوسیالیستی دارای هارمونی شناخته می‌شود) یک مفهوم اقتصادی اجتماعی در چین است که به عنوان پاسخی به به گفته بعضی افراد افزایش بی عدالتی و نابرابری اجتماعی در حال ظهور در جامعه سرزمین اصلی چین در نتیجه رشد اقتصادی کنترل نشده، که منجر به درگیری اجتماعی شده‌است، شناخته می‌شود؛ بنابراین فلسفه حاکم بر حول رشد اقتصادی به تعادل و هماهنگی کلی جامعه تغییر یافته‌است. این هدف همراه با یک جامعه نسبتاً مرفه، یکی از اهداف ملی حزب کمونیست حاکم پیش قراول بود.
مفهوم هارمونی اجتماعی به چین باستان و زمان کنفوسیوس برمی گردد. در نتیجه، این فلسفه نیز به عنوان شکلی از کنفوسیسیسم نو مشخص شده‌است. در دوران معاصر، این ایده در اواسط دهه ۲۰۰۰ تبدیل به یک ویژگی کلیدی از ایدئولوژی مفهوم توسعه علمی دبیرکل هو جینتائو تبدیل شد، که مجدداً توسط دولت هو- ون در طی کنگره ملی خلق ۲۰۰۵ معرفی شد.